# Giovanni Battista Fontana
Giovanni Battista Fontana   (Brescia, 1589 - Pàdua, 6 de setembre de 1630) va ser un compositor i violinista italià del primer barroc. Fontana va néixer a Brescia i hi va treballar i a Roma, Venècia i Pàdua. Va morir a Pàdua durant la pesta de 1629–31. Gairebé tota la informació sobre Fontana prové del prefaci del P. Giovanni Battista Reghino va publicar 18 a títol pòstum (de vegades, de manera incorrecta, 12), sonates (Sonate a 1.2.3. per il violino, o cornetto, fagotto, chitarone, violoncino o simile altro istromento, Venècia: Bartolomeo Magni, 1641). Es troben entre les primeres sonates d'aquesta forma, que consten de sis sonates per a violí sol / cornetto amb continu i 12 sonates per a un a tres violins i continu, aquest últim grup sovint inclou una exigent part concertant per a fagot o violoncel. "Un atto di morte datat el 7 de setembre de 1630 per a una" Zan Batta Fontana"de 50 anys és l'únic dels registres de defuncions paduanes de 1625 a 30 d'una persona que porta aquest nom" (Dunn 2014).